# MKS Toolkit
MKS Toolkit — програмний пакет утиліт, що забезпечує умови для підключення та портування програмного забезпечення і скриптів з Unix і Linux до Microsoft Windows.

## Огляд
- Різні команди оболонки середовища — оболонка Борна, оболонка Корна, Bash, оболонка C, оболонка Tcl
- Традиційні Unix команди (400 +) — grep, awk, sed, vi, ls, kill і багато чого іншого …
- команди Windows (70 +) — реєстр, ярлик, робочий стіл, wcopy, DB, DDE, userinfo, і багато чого іншого …
- команди архівування — tar, cpio, pax, zip, bzip2, ar, …
- Підключення клієнтів / серверів — ssh, remote shell, telnet, xterm, kterm, rexec, rlogin і багато чого іншого …
- API для портування

## Підтримує
- Windows Server 2003
- Windows XP
- Windows 2000
- Windows NT 4.0
- Windows Me

## Історія
Вперше створений компанією MKS Inc. У 1999 році MKS придбала компанія Datafocus. MKS Toolkit був включений в продукт Datafocusa NuTCRACKER з 1994 року.